# William Kelly
William Kelly (Dél-Karolina, 1786. szeptember 22. – New Orleans, 1834. augusztus 24.) az Amerikai Egyesült Államok szenátora (Alabama, 1822–1825).